# Дзеффіро Фур'яссі
Дзеффіро Фур'яссі (італ. Zeffiro Furiassi, * 19 січня 1923, Пезаро — † 4 листопада 1974, Флоренція) — колишній італійський футболіст, захисник. По завершенні ігрової кар'єри — футбольний тренер.
Як гравець насамперед відомий виступами за клуби «Фіорентина» та «Лаціо», а також національну збірну Італії.

## Клубна кар'єра
Вихованець футбольної школи клубу «Віз Пезаро». Дорослу футбольну кар'єру розпочав 1939 року в основній команді того ж клубу, в якій провів один сезон.
Своєю грою за цю команду привернув увагу представників тренерського штабу клубу «Фіорентина», до складу якого приєднався 1940 року. Відіграв за «фіалок» наступні три сезони своєї ігрової кар'єри.
Згодом з 1944 по 1946 рік грав у складі команд клубів «Карпі» та «Б'єллезе».
1946 року повернувся до клубу «Фіорентина». І цього разу провів у складі його команди три сезони. Більшість часу, проведеного у складі «Фіорентини», був основним гравцем захисту команди.
1949 року перейшов до клубу «Лаціо», за який відіграв 5 сезонів. Граючи у складі «Лаціо», також здебільшого виходив на поле в основному складі команди. Завершив професійну кар'єру футболіста виступами за команду «Лаціо» у 1954 році.

## Виступи за збірну
1950 року дебютував в офіційних матчах у складі національної збірної Італії. Протягом кар'єри у національній команді, яка тривала усього 1 рік, провів у формі головної команди країни 2 матчі. У складі збірної був учасником чемпіонату світу 1950 року у Бразилії.

## Кар'єра тренера
Розпочав тренерську кар'єру, повернувшись до футболу після невеликої перерви, 1961 року, очоливши тренерський штаб клубу «Савона».
В подальшому очолював команду клубу «Л'Акуїла».
Останнім місцем тренерської роботи був клуб «Таранто», команду якого Дзеффіро Фур'яссі очолював як головний тренер до 1973 року.